# Anselm Maria Albareda i Ramoneda
Anselm Maria Albareda i Ramoneda, O.S.B. (Barcelona, 16 de febrer de 1892 - 20 de juliol de 1966) monjo, historiador, bibliotecari, arxivista i cardenal català. El seu nom de naixement era "Joaquim", que canvià per "Anselm Maria" quan va professar com a monjo benedictí.
El 1904 ingressà al monestir de Montserrat i hi feu els seus vots solemnes l'any 1908. Hi fou ordenat sacerdot el 7 de juliol de 1915. Es traslladà a Roma, on a l'Athenaeum di S. Anselmo es llicencià en teologia el 1919. Interessat per la història dels monestirs catalans, es graduà a la Scuola Vaticana di Paleografia, Diplomatica e Archivistica sota la direcció de Franz Ehrle S.J., cardenal diaca de S. Cesareo in Palatio. Prosseguí els seus estudis a la Universitat de Friburg de Brisgòvia (Alemanya) sota la direcció de Heinrich Fincke (1924).
Fou nomenat arxiver del monestir de Montserrat, on endegà la publicació de les grans col·leccions documentals Analecta Montserratensia (1917) i Catalonia Monastica (1926). Romangué a Montserrat fins al 1936, fins que pocs dies abans de l'esclat de la guerra civil fou reclamat a Roma per a ser nomenat prefecte de la Biblioteca Vaticana, càrrec que ocupà més de vint-i-cinc anys. Reorganitzà profundament les instal·lacions i serveis d'aquesta biblioteca i la dotà dels mitjans i tècniques més moderns per a la classificació i la consulta. Hi impulsà la publicació i l'estudi del fons documental amb més de dos-cents volums de la col·lecció Studi e Testi. En el curs de la Segona Guerra Mundial treballà per a la salvació de diverses biblioteques i a ell es deu que no fos destruït el monumental fons bibliogràfic de l'abadia de Montecassino.
El 1951 fou distingit amb el títol honorífic d'abat titular de Santa Maria de Ripoll i investit, a Montserrat, en una cerimònia presidida pel cardenal Eugène Tisserant, degà del Col·legi Cardenalici. El 1962 el papa beat Joan XXIII creà Anselm Maria Albareda cardenal diaca de S. Apollinare alla Terme Neroniane-Alessandrine i el consagrà arquebisbe titular de Gissaria. Participà activament al Concili Vaticà II en les comissions dedicades als estudis eclesiàstics. El 1963 assistí al conclave que elegí el papa Pau VI.
Els títols més importants de la seva obra són Bibliografia dels monjos de Montserrat (1928), Fonament històric (1930), la Història de Montserrat (1931, sovint reeditada), L'abat Oliba, fundador de Montserrat (1931), El llibre de Montserrat (1931), Bibliografia de la regla benedictina (1933) i Sant Ignasi a Montserrat (1935).
Va ser acadèmic numerari de l'Institut d'Estudis Catalans i de la Pontificia Accademia delle Scienze, així com acadèmic corresponent de la Reial Acadèmia de Bones Lletres de Barcelona. Havia estat investit doctor honoris causa per les universitats de Friburg de Brisgòvia, Fordham (Nova York) i Georgetown (Washington DC).
Està enterrat a la cripta de la basílica de l'abadia de Montserrat.